# Hexatoma (Eriocera) tenuis
Hexatoma (Eriocera) tenuis is een tweevleugelige uit de familie steltmuggen (Limoniidae). De soort komt voor in het Oriëntaals gebied.